# Нанак
Гуру Нанак (на пенджабски: ਗੁਰੂ ਨਾਨਕ) е основателят на сикхизма и първият от десетте сикхски гурута. Рождеството му се празнува от сикхите по света през октомври-ноември.
Нанак е пътувал надлъж и нашир из Азия, разпространявайки и учейки хората на посланието на ик онкар (на пенджабски: ੴ – „един Бог“), който обитава всяко от своите създания и представлява вечната истина. С тази идея, той създава уникална духовна, социална и политическа платформа, основаваща се на равенство, братска любов и добрина.
Думите на Нанак са записани под формата на 974 поетични химна или шабда в свещения текст на сикхизма, Гуру Грантх Сахиб. Част от сикхската вяра е, че духът на светостта, божествеността и религиозната власт на Нанак е слязъл върху всеки от деветимата наследили го гурута.

## Биография
Съществува много малко информация относно живота на Нанак и тя е най-вече под формата на легенди и традиции. Все пак, той несъмнено е роден през 1469 г. в селото Рай Бхой ди Талванди, Делийския султанат (днес в границите на Пакистан). Баща му е член на търговската каста Кхатри. Сравнително високият социален ранг на тази каста отличава Нанак от останалите индийски религиозни реформатори по това време и вероятно е спомогнал за първоначалния растеж на последователите му. Той се жени за дъщерята на човек от същата каста, от която има двама сина.
В продължение на няколко години Нанак работи в хамбар, преди религиозното му призвание да го отдалечи както от семейството му, така и от работата му. Той потегля на дълго пътешествие, вероятно обикаляйки из мюсюлманските и индуистките религиозни центрове в Индия, а може би и по-далеч. Маршрутът му или посетените от него места не са известни със сигурност.
Споменавания в четири от химновете му предполагат, че той е бил свидетел на нападенията, които моголският владетел Бабур предприема срещу Саидпур и Лахор, така че може да се направи заключение, че към 1250 г. той вече се е завърнал от пътешествието си и живее в Пенджаб.
Прекарва остатъка от живота си в селото Картапур в централната част на Пенджаб. Легендата разказва, че селото е било построено от заможен почитател в чест на Нанак. Вероятно по това време се полагат основите на новата сикхска общност, а Нанак започва да бъде почитан като гуру – вдъхновен учител на религиозна истина. Около него започват да се събират последователи, като някои от тях остават за постоянно в селото, но повечето го посещават периодично, за да получат благословията му. Всички те слушат ученията му под формата на многобройни благочестиви химнове, създадени за комунално пеене. Много от тях са запазени и до днес.
Годината на смъртта на Нанак също е обект на дискусия – той умира или през 1538 г., или през 1539 г. Все пак, втората година изглежда като по-вероятна. За негов духовен наследник е избран един от учениците му – Ангад. Именно той поема ръководството на младата сикхска общност след смъртта на Нанак.
С оглед на размера на свитата, която Нанак привлича, многобройни анекдоти относно делата на гуруто започват да циркулират из общността скоро след смъртта му. Много от тях са заети от индуистките и мюсюлманските традиции, докато други са загатвани от трудовете на Нанак. Тези анекдоти се наричат сакхи („свидетелства“) и са събирани в хронологичен ред в антологии, наричани Джанам-сакхи. Основен фокус разказвачите поставят върху детството на Нанак и пътешествията му. В днешно време, тези антологии предоставят значително тяло от агиографския материал относно Нанак.
Посланието на Нанак може да се обобщи накратко като доктрина на спасение чрез дисциплинирана медитация в името на Бог. Спасението се разглежда като бягство от преходния етап на смъртта и прераждане в мистичен съюз с Бог. Самият Бог е същество, свойствено както за материалния свят, така из а човешкия дух. Медитацията следва да е строго вътрешна и всякаква външна помощ като идоли, храмове, писания и молитва са изрично отхвърляни. И докато влиянието на исляма е много малко, влиянието на индуистките мистични поверия е много по-видно. Все пак, в ранната сикхска теология преобладава последователността и красотата на личното изразяване на Нанак.